# Arhitektura Etiopije
Arhitektura Etiopije se od regije do regije zelo razlikuje. Z leti je vključevala različne arhitekturne sloge in tehnike.

## Dʿmt (okoli 800–400 pr. n. št.)
Najbolj znana stavba tega obdobja v regiji je uničen večnadstropni stolp iz 8. stoletja pr. n. št. v Jehi v Etiopiji, za katerega se verjame, da je bil glavno mesto Dʿmta. Tempelj so zgradili Sabejci iz današnjega Jemna med sabejsko kolonizacijo Afrike in je bil posvečen sabejskemu lunarnemu božanstvu Almakah. Sabejska besedila iz Jehe omenjajo nekega Lhija iz klana Grb iz družine Igdm'I Fkm iz Mariba, ki je svoje posvetne dobrine in svojega sina Hirmha posvetil ʿAṯtarju in Almakahu.

## Aksumska arhitektura
{{glavni|Megaliti v Etiopiji]]
Aksumska arhitektura je v regiji cvetela od 4. stoletja pred našim štetjem. Vzdržala se je tudi po prehodu iz rodbine Aksum v rodbino Zagve v 12. stoletju, kar potrjujejo številni vplivi Aksuma v srednjeveških cerkvah Lalibele in okoli njih. Iz posameznih kamnitih blokov so bile izklesane stele (havilt) in pozneje cele cerkve. To so kasneje posnemali v Lalibeli in po vsej regiji Tigraj, zlasti v zgodnjem srednjem srednjem veku (ok. 10. in 11. stoletje v Tigraju, predvsem 12. stoletje okoli Lalibele). Druge monumentalne strukture vključujejo ogromne podzemne grobnice, ki so pogosto pod stelami. Med najbolj spektakularnimi ostanki so velikanske stele, od katerih je ena, ki je zdaj padla (znanstveniki menijo, da je morda padla med ali takoj po postavitvi), največja monolitna zgradba, ki je bila kdaj postavljena (ali so jo poskušali postaviti). Druge dobro znane strukture, ki uporabljajo uporabo monolitov, vključujejo grobnice, kot so Grobnica lažnih vrat in grobnice Kaleba in Gebreja Meskela v Aksumu.
Večina objektov, kot so palače, vile, meščanske hiše ter druge cerkve in samostani, je bila zgrajena iz izmenjujočih se plasti kamna in lesa. Štrleči leseni nosilni tramovi v teh strukturah so bili imenovani 'opičja glava' in so glavni del aksumske arhitekture ter znamenje aksumskega vpliva v kasnejših strukturah. Nekateri primeri tega sloga so imeli pobeljeno zunanjost in/ali notranjost, kot je srednjeveški samostan Jemrehana Krestos iz 12. stoletja blizu Lalibele, zgrajen v času rodbine Zagve v aksumskem slogu. Sodobne hiše so bile enoprostorne kamnite zgradbe ali dvonadstropne kvadratne hiše ali okrogle hiše iz peščenjaka z bazaltnimi temelji. Vile so bile običajno visoke od dveh do štirih nadstropij in zgrajene na razprostrtih pravokotnih tlorisih (prim. ruševine Dungur). Dober primer še vedno stoječe aksumske arhitekture je samostan Debre Damo iz 6. stoletja.

## Rodbina Zagve
Etiopska arhitektura se je še naprej širila iz aksumskega sloga, vendar je vključevala tudi nove tradicije s širitvijo etiopske države. Slogi so vključevali več lesa in okrogle strukture v meščansko arhitekturo v središču države in na jugu, ti slogovni vplivi pa so se kazali v počasni gradnji cerkva in samostanov. V celotnem srednjem veku so se aksumska arhitektura in vplivi ter njena monolitna tradicija obdržali, njen vpliv pa je bil najmočnejši v zgodnjem srednjem veku (pozno aksumsko) in obdobju Zagve (ko so bile izklesane cerkve Lalibele).
Skozi celotno srednjeveško obdobje, zlasti od 10. do 12. stoletja, so bile cerkve izklesane iz skale po vsej Etiopiji, zlasti v najsevernejši regiji Tigraj, ki je bila srce Aksumskega kraljestva. Vendar so bile v skalo vklesane cerkve najdene tudi daleč na jugu do mesta Adadi Marjam (15. stoletje), približno 100 km južno od Adis Abebe.
Najbolj znan primer etiopske arhitekture, vklesane v skalo, je 11 monolitnih cerkva Lalibele, izklesanih iz rdečega vulkanskega tufa, ki ga najdemo okoli mesta. So del Unescove svetovne dediščine v Lalibeli. Čeprav poznejše srednjeveške hagiografije vseh 11 stavb pripisujejo istoimenskemu kralju Lalibeli (mesto se je pred njegovo vladavino imenovalo Roha in Adefa), novi dokazi kažejo, da so bile morda zgrajene ločeno v obdobju nekaj stoletij, pri čemer je bilo le nekaj od njih pod njegovo vladavino so bile zgrajene novejše cerkve. Arheolog in etiopisant David Phillipson na primer domneva, da je bila Bete Gebriel-Rufa'el dejansko zgrajena v zelo zgodnjem srednjem veku, nekje med 600 in 800 n. št., prvotno kot trdnjava, vendar je bila kasneje spremenjena v cerkev.

## Gondarska arhitektura
V zgodnjem modernem obdobju se je s prihodom portugalskih jezuitskih misijonarjev v 16. in 17. stoletju začelo sprejemanje novih raznolikih vplivov, kot so barok, arabski, turški in gudžaratsko indijski slog. Portugalski vojaki so sprva prišli sredi 16. stoletja kot zavezniki, da bi pomagali Etiopiji v boju proti Adalu, pozneje pa so prišli jezuiti, ki so upali, da bodo državo spreobrnili. Nekaj turškega vpliva je morda prišlo v državo v poznem 16. stoletju med vojno z Osmanskim cesarstvom (glej Habeš), kar je povzročilo povečano gradnjo trdnjav in gradov.
Etiopija, ki je zaradi številnih amb ali gora z ravnimi vrhovi in razgibanega terena po naravi zlahka ubranljiva, je imela le malo taktične uporabe struktur v nasprotju z njihovimi prednostmi na ravninskem terenu Evrope in drugih območij, zato je do te točke le slabo razvila tradicijo. Gradovi so bili zgrajeni zlasti v začetku vladavine Sarsa Dengel okoli regije jezera Tana, kasnejši cesarji pa so ohranili tradicijo, kar je na koncu povzročilo ustanovitev Fasil Gebi (kraljevo ograjeno območje gradov) v novoustanovljeni prestolnici (1636), Gondar. Cesar Susenjos (vladal 1606–1632) se je leta 1622 spreobrnil v katolištvo in ga poskušal narediti za državno vero ter ga kot tako razglasil od leta 1624 do svoje abdikacije; v tem času je zaposloval arabske, gudžaratske (ki so jih prinesli jezuiti) in jezuitske zidarje in njihove sloge, pa tudi lokalne zidarje, med katerimi so bili nekateri Beta Izrael. Z vladavino njegovega sina Fasilidesa (vladal 1632–1667) je bila večina teh tujcev izgnana, čeprav so bili nekateri njihovi arhitekturni slogi absorbirani v prevladujoči etiopski arhitekturni slog. Ta gondarinski slog se bo obdržal predvsem v 17. in 18. stoletju in je vplival tudi na moderne sloge 19. stoletja in poznejše.
Vendar je bila gondarinska arhitektura omejena izključno na kralje. Hassan ibn Ahmed Al Hajmi, jemenski veleposlanik v Etiopiji leta 1684, omenja, da so poleg Fasil Gebija preostali del Gondarja pozidali s tukule ali kočami. James Bruce navaja, da je bila malta uporabljena samo v Gondarju, pa še tam je bila njena kakovost zelo slaba.